# Луговодство

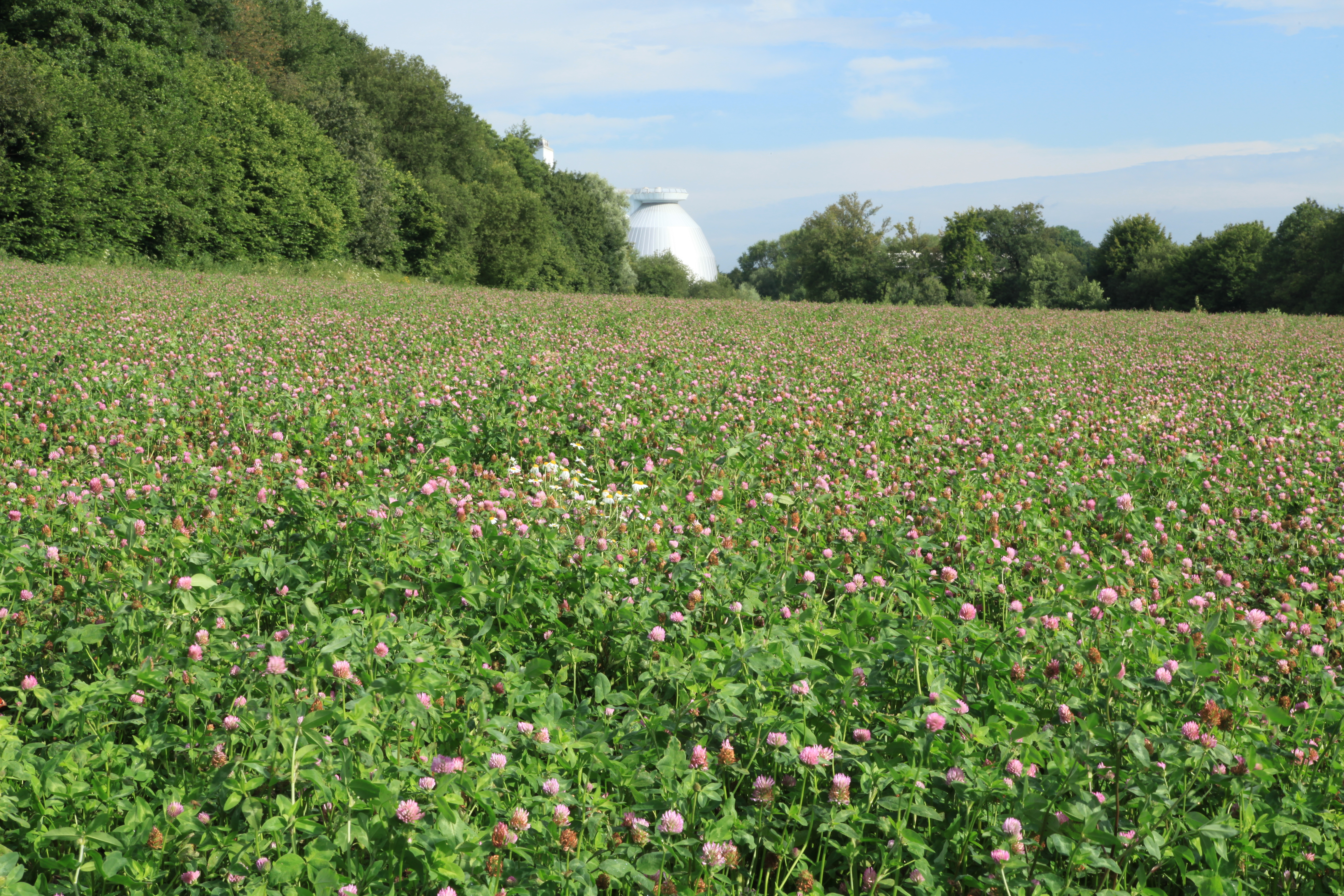
Клевер луговой

Лугово́дство — отрасль кормопроизводства, занимающаяся улучшением природных кормовых угодий, созданием сеяных сенокосов и пастбищ, рациональным их использованием. Научная система ведения лугопастбищного хозяйства.
Основная задача луговодства — получение наибольшего количества пастбищного корма, сена и других видов кормов из травянистой растительности. Как составная часть кормопроизводства включает мероприятия по улучшению естественных и созданию сеяных сенокосов и пастбищ, рациональному их использованию.

## История луговодства в России
А. М. Дмитриев выделяет в истории луговодства и луговедения четыре периода.

### Период первобытного пастбищного лугопользования
История луговодства начинается в древности, когда скот выпасался на лугах в течение всего года (в зимние месяцы животные добывали уцелевшие стебли и листья трав, часто из-под снега). Эта форма кормодобывания сохранилась и в наши дни в виде выпаса оленей в тундре, лошадей, овец и верблюдов на пастбищах Средней Азии, Закавказья и в других местах. В этот период простейшее использование природных кормовых угодий было связано с одомашниванием диких животных. При выпасе скота человек, наблюдая за пастьбой, давал оценку пастбищным и отдельным кормовым растениям, выделяя из них поедаемые и непоедаемые, а впоследствии вредные и ядовитые для животных. У человека формировалось умение разумно выбирать пастбища для скота. Урожайность пастбищ при таких условиях содержания животных с течением времени падала.

### Период появления сенокосов
Летом скот выпасался на лугах, но уже делали запас кормов на зиму (сено, веточный корм, солома и мякина). В этот период лучшие по составу травостои отводили под сенокосы, а худшие и более дальние отводили под пастбища. Таким образом, было положено начало разграничению сенокосного и пастбищного использования лугов. Заготовку корма на зиму начали в первую очередь там, где выпадало много снега, что препятствовало стравливанию трав на корню. Так, у восточных славян в XI—XII веках заготовка сена стала обычным явлением.
Наряду с природными травостоями, в кормопроизводстве постепенно стали играть некоторую роль введённые в культуру кормовые растения. В XVIII веке в северных лесных районах России после выжигания лесов и кустарников проводили посев тимофеевки луговой (её начал культивировать и распространять американец Timothy Hanson, по имени которого она и получила своё название).

### Период капитализма в России XIX века
Характеризовался развитием луговодства в условиях капитализма, который потребовал увеличения товарности животноводства. Для укрепления кормовой базы требовалось улучшение лугов и введение полевого травосеяния, так как продуктивность естественных сенокосов и пастбищ была низкой. В начале XX века стало практиковаться выпасно-укосное использование кормовых угодий — наряду с выпасом скота летом заготавливалось сено на зимний период. Лучшие по составу травостои, близко расположенные к хозяйственным постройкам, отводились под сенокосы, худшие и более дальние — под выпасы. Были предприняты попытки перехода к рациональным формам использования кормовых угодий. К 1913 году площади посева трав и кормовых культур достигли 3,3 млн га. Этот период характеризуется переходом к рациональным формам использования природных кормовых угодий.
Луговодство как наука в России оформилась в конце XIX — начале XX века. Сначала опытная работа по луговодству проводилась в порядке частной инициативы, затем этим стали заниматься департамент земледелия, губернские и уездные земства. В начале XX века были организованы первые опытные станции (Балтийская в Эстонии, Минская В Белоруссии, Новгородская и Волынская) и опытные пункты, которые проводили исследования по луговодству. В 1912 г. по инициативе В. Р. Вильямса и А. М. Дмитриева на базе высших курсов луговодства при Петровской с.-х. академии создано луговое показательное хозяйство по изучению кормовых растений, а в 1922 г. организован Государственный луговой институт (ныне Всероссийский НИИ кормов им. В. Р. Вильямса Россельхозакадемии).

### Период коллективного сельского хозяйства
Характеризовался применением научных достижений и техники в луговодстве, масштабным созданием культурных сенокосов и пастбищ. В СССР планомерные работы по развитию лугопастбищного хозяйства начались в период коллективизации. Проведение комплекса организационно-технических мероприятий (культуртехнические работы, осушение, орошение, обводнение, агрономические мероприятия и др.) и внедрение прогрессивных приёмов и технологий во всех зонах позволили преобразовать часть площадей природных кормовых угодий в высокопродуктивные сенокосы и пастбища, создать культурные пастбища. Коренное переустройство выродившихся кормовых угодий позволяет хозяйствам получать по 4—6 тыс. кормовых единиц с гектара (при орошении — свыше 10 тыс.).
Под руководством Л. Г. Раменского проведена инвентаризация природных кормовых угодий СССР. Создан фундаментальный труд, включающий описание биологических особенностей и хозяйственной ценности около 4,5 тыс. кормовых растений («Кормовые растения сенокосов и пастбищ СССР», под ред. И. В. Ларина, М.—Л., Т. 1—3, 1950—56), разработаны приёмы поверхностного и коренного улучшения природных кормовых угодий, создания культурных сенокосов и пастбищ в разных зонах страны, загонного и порционного использования пастбищ, поддержания высокой продуктивности улучшенных кормовых угодий, эффективного ведения горного луговодства, рационального использования пойменных пастбищ, проводятся мероприятия, направленные на интенсификацию луговодства.

## Хозяйственные группы кормовых трав

### Злаки
По характеру побегообразования различают следующие основные типы злаков: корневищные, рыхлокустовые, корневищно-рыхлокустовые, плотнокустовые.
- Корневищные злаки имеют подземные побеги — корневища. Узел кущения у них находится на глубине 5—20 см от поверхности почвы. От него идут подземные побеги в разные стороны на расстояние от 2—3 см до 1 м и более. Из почек корневищ образуются вертикальные надземные побеги. Растения этого типа кущения быстро занимают свободные места. Представители: кострец безостый, двукисточник тростниковый, полевица гигантская, пырей ползучий, тростник обыкновенный и другие.
- Рыхлокустовые злаки располагают узел кущения на глубине 1—5 см от поверхности почвы. Каждый побег закладывает свой узел кущения, дающий начало новому поколению побегов, таким образом происходит возобновление и увеличение куста. Лучше всего растут на рыхлых и богатых питательными веществами почвах. Размножаются в основном семенами. Представители: тимофеевка луговая, овсяница луговая, ежа сборная, райграс высокий, волоснец сибирский и другие.
- Корневищно-рыхлокустовые злаки формируют побеги по типу корневищных и рыхлокустовых. Они образуют густую сеть небольших рыхлых кустов, связанных друг с другом короткими корневищами. Узлы кущения на глубине 2—3 см. Формируют хорошую дернину, выдерживающую выпас скота. Представители: мятлик луговой, лисохвост луговой, овсяница красная и другие.
- Плотнокустовые злаки располагают узлы кущения на глубине 1—2 см или на поверхности почвы. Междоузлия побегов у них очень короткие. Выходящие из узлов кущения боковые побеги растут параллельно один другому и перпендикулярно поверхности почвы, плотно прилегая к материнскому побегу, образуют очень плотный куст. Обычно растут на бедных почвах. Появление плотнокустовых злаков в травостое свидетельствует о вырождении луга. Представители: луговик дернистый, белоус торчащий, волосатник и другие.

### Бобовые травы
Бобовые отличаются от злаков тем, что их побеги или стебли ветвятся и образуют куст. Группы бобовых различаются по характеру побегообразования.
- Кустовые стержнекорневые имеют хорошо развитый главный корень. Надземные побеги образуют ветвистый рыхлый куст. После цветения и плодоношения стебли отмирают, а весной из почек корневой шейки образуются новые стебли. Представители: клевер луговой, люцерна посевная, лядвенец рогатый, донники и другие.
- Бобовые со стелющимися побегами. От корневой шейки, находящейся у самой поверхности почвы, отходят горизонтальные побеги-стебли. Они стелются по земле и из почек образуют пучки листьев, а иногда и ветвящиеся цветоносные побеги, а в почве — дополнительные корни. Представители: клевер ползучий, клевер земляничный.
- Бобовые с укороченными побегами. Листья и цветоносы отходят непосредственно от корневой шейки. Развивается бесстебельное, розеточное, приземистое, малопродуктивное растение.

Среди бобовых имеются также корневищные и корнеотпрысковые растения.

### Осоки
Характер побегообразования у осоковых трав такой же, как и у злаков. Среди них выделяют корневищные (осока водяная, осока пустынная, осока ранняя, осока вздутая), рыхлокустовые (осока обыкновенная, осока острая), плотнокустовые (осока дернистая, кобрезия Беллярди).

### Разнотравье
Среди растений этой группы по характеру побегообразования различают: стержнекорневые (козлобородник, цикорий, бедренец-камнеломка, тмин), корнеотпрысковые (полынь австрийская, молочай лозный, девясил, вьюнок полевой), корневищные растения (тысячелистник, мать-и-мачеха, вероника длиннолистная, подмаренник жёлтый), кустовые многолетники с разветвлёнными мочковатыми корнями (василёк луговой, лютики), стелющиеся (лютик ползучий, лапчатка гусиная), розеточные (подорожник средний, бодяк болотный), луковичные (лилии, тюльпаны, лук) и клубнеотпрысковые (валериана клубненосная, мытник хохлатый) растения.

## Классификация кормовых угодий
- Равнинные луга — занимают самые высокие части рельефа. Источники увлажнения — атмосферные осадки, воды стока.
- Низинные луга — занимают низины, балки, овраги, понижения. Источники увлажнения — атмосферные осадки, воды стока, грунтовые воды.
- Краткопоёмные луга — занимают части долин средних и крупных рек, затапливаемые во время половодья на срок до двух недель. Источники увлажнения — атмосферные осадки, воды стока, воды половодья, грунтовые воды (не всегда).
- Долгопоёмные луга — занимают части долин средних и крупных рек, затапливаемые во время половодья на срок более двух недель. Источники увлажнения — атмосферные осадки, воды стока, воды половодья, грунтовые воды.
- Заболоченные луга — занимают самые низкие, заболоченные части рельефа. Источники увлажнения — атмосферные осадки, воды стока, воды половодья (если в долине реки), грунтовые воды.

## Улучшение кормовых угодий
Поверхностное улучшение — улучшение естественного травостоя, при котором естественная растительность сохраняется полностью или частично, и создание лучших условий для её роста и развития, повышение продуктивности сенокосов и пастбищ. Для этого необходимо создать наиболее благоприятные условия произрастания, то есть создание оптимального водного и воздушного режима.
Система поверхностного улучшения включает следующие мероприятия:
- культуртехнические работы (расчистка угодий от древесно-кустарниковой растительности, уничтожение кочек, очистка от мусора);
- улучшение и регулирование водного режима;
- улучшение режима питания (внесение удобрений);
- уход за дерниной и травостоем лугов;
- улучшение лесных и устройство лугопарковых пастбищ.
- Коренное улучшение — на месте старого травостоя создаётся новый сенокос или пастбище из ценных кормовых трав.

## Международные конгрессы

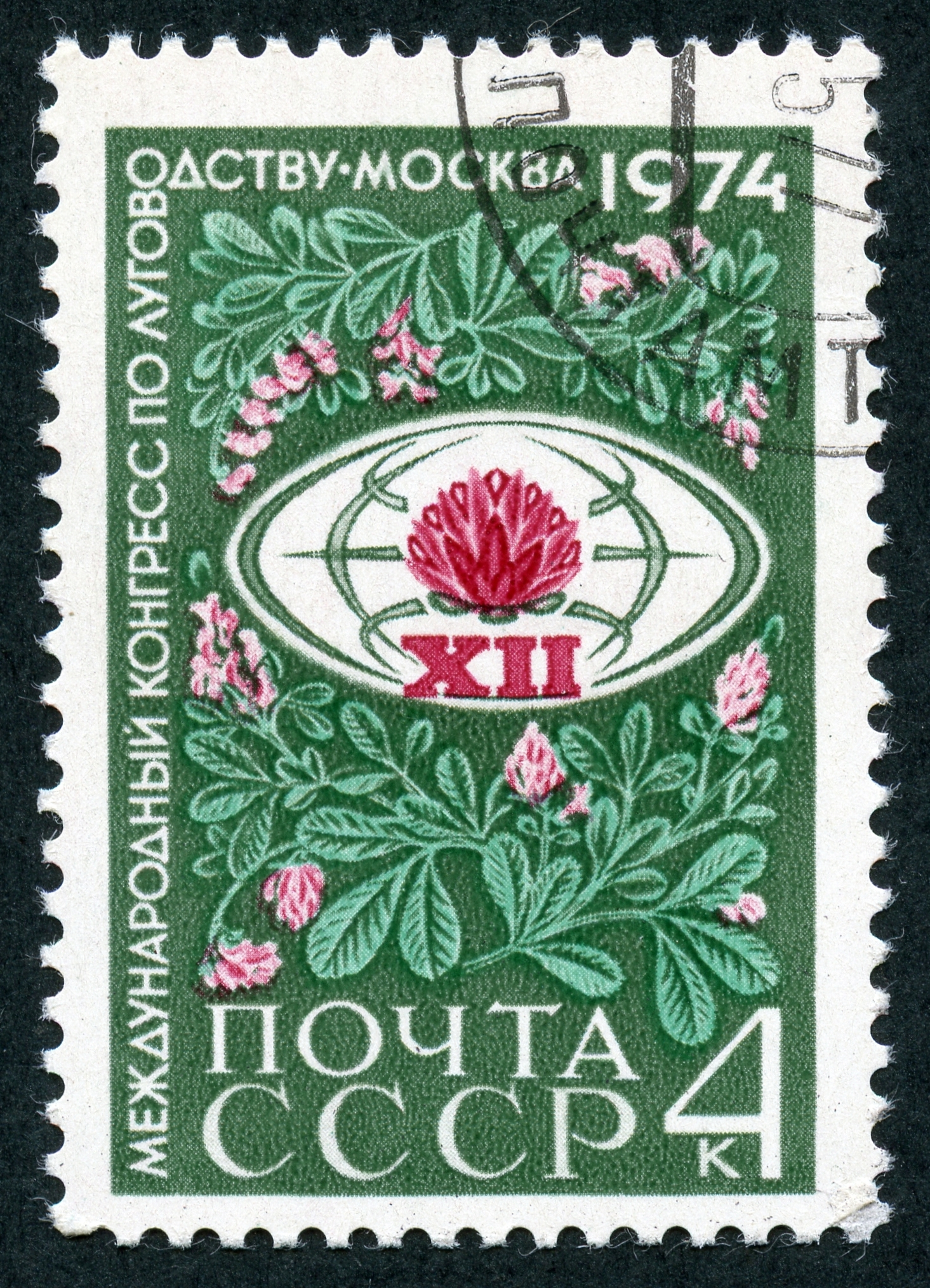
Почтовая марка СССР 1974 года, посвящённая XII Международному конгрессу по луговодству, проводившемуся в тот год в Москве

С 1927 года регулярно проводятся Международные конгрессы по луговодству. Ниже приведён их список.
| Конгресс | Год  | Место проведения                                |
| -------- | ---- | ----------------------------------------------- |
| I        | 1927 | Лейпциг                                         |
| II       | 1930 | Швеция Дания                                    |
| III      | 1933 | Швейцария                                       |
| IV       | 1937 | Аберистуит                                      |
| V        | 1949 | Нидерланды                                      |
| VI       | 1952 | Стейт-Колледж                                   |
| VII      | 1956 | Палмерстон-Норт                                 |
| VIII     | 1960 | Рединг                                          |
| IX       | 1965 | Сан-Паулу                                       |
| X        | 1966 | Хельсинки                                       |
| XI       | 1970 | Серферс-Парадайс                                |
| XII      | 1974 | Москва                                          |
| XIII     | 1977 | Лейпциг                                         |
| XIV      | 1981 | Лексингтон                                      |
| XV       | 1985 | Киото                                           |
| XVI      | 1989 | Ницца                                           |
| XVII     | 1993 | Палмерстон-Норт Гамильтон Крайстчерч Рокгемптон |
| XVIII    | 1997 | Канада                                          |
| XIX      | 2001 | Сан-Педру                                       |
| XX       | 2005 | Ирландия Великобритания                         |
| XXI      | 2008 | Хух-Хото                                        |
| XXII     | 2013 | Сидней                                          |
| XXIII    | 2015 | Дели                                            |
| XXIV     | 2021 | Найроби                                         |
| XXV      | 2023 | Ковингтон                                       |